# Hysteria
Hysteria — четвертий студійний альбом британського рок-гурту Def Leppard.

## Відгуки критиків
Hysteria отримав позитивні відгуки. Рецензент AllMusic Стів Хью дав альбому п'ять зірок, і заявив, що «плямисте, шарувате продюсування Pyromania» з Маттом Лангом перетворилося на копітку одержимість щільною звуковою детальністю Hysteria, в результаті чого деякі критики відхилили запис в жорсткій механізований поп аншлаг (можливо частково через нову, частково електронну ударну установку Ріка Аллена).

## Список композицій
Всі пісні написані Стівом Кларком, Філом Колленом, Джо Елліоттом, Робертом Лангом та Ріком Севіджем.
| #   | Назва                   | Тривалість |
| --- | ----------------------- | ---------- |
| 1.  | «Women»                 | 5:41       |
| 2.  | «Rocket»                | 6:37       |
| 3.  | «Animal»                | 4:02       |
| 4.  | «Love Bites»            | 5:46       |
| 5.  | «Pour Some Sugar on Me» | 4:25       |
| 6.  | «Armageddon It»         | 5:21       |
| 7.  | «Gods of War»           | 6:37       |
| 8.  | «Don't Shoot Shotgun»   | 4:26       |
| 9.  | «Run Riot»              | 4:39       |
| 10. | «Hysteria»              | 5:54       |
| 11. | «Excitable»             | 4:19       |
| 12. | «Love and Affection»    | 4:37       |

## Учасники запису
| Def Leppard - Джо Елліотт — вокал - Стів Кларк — гітара - Філ Коллен — гітара - Рік Севідж — бас-гітара - Рік Аллен — ударні Додаткові музиканти | Технічний персонал - Роберт Джон «Матт» Ланг — продюсер - Найджел Грін — звукорежисер, помічник звукорежисер, мікшування - Ервін Маспер — звукорежисер - Рональд Прент – звукорежисер - Майк Шиплі — мікшування - Боб Людвіг — мастеринг - Гові Веінберг – мастеринг |

## Позиції в чартах і сертифікації

### Позиції в чартах
| Чарт            | Позиція |
| --------------- | ------- |
| Австралія       | 1       |
| Австрія         | 1       |
| Бельгія         | 7       |
| Велика Британія | 1       |
| Канада          | 1       |
| Нідерланди      | 14      |
| Німеччина       | 10      |
| Нова Зеландія   | 1       |
| Норвегія        | 1       |
| США             | 1       |
| Фінляндія       | 1       |
| Франція         | 22      |
| Швейцарія       | 2       |
| Швеція          | 2       |
| Японія          | 26      |